# Biserica reformată din Crăiești

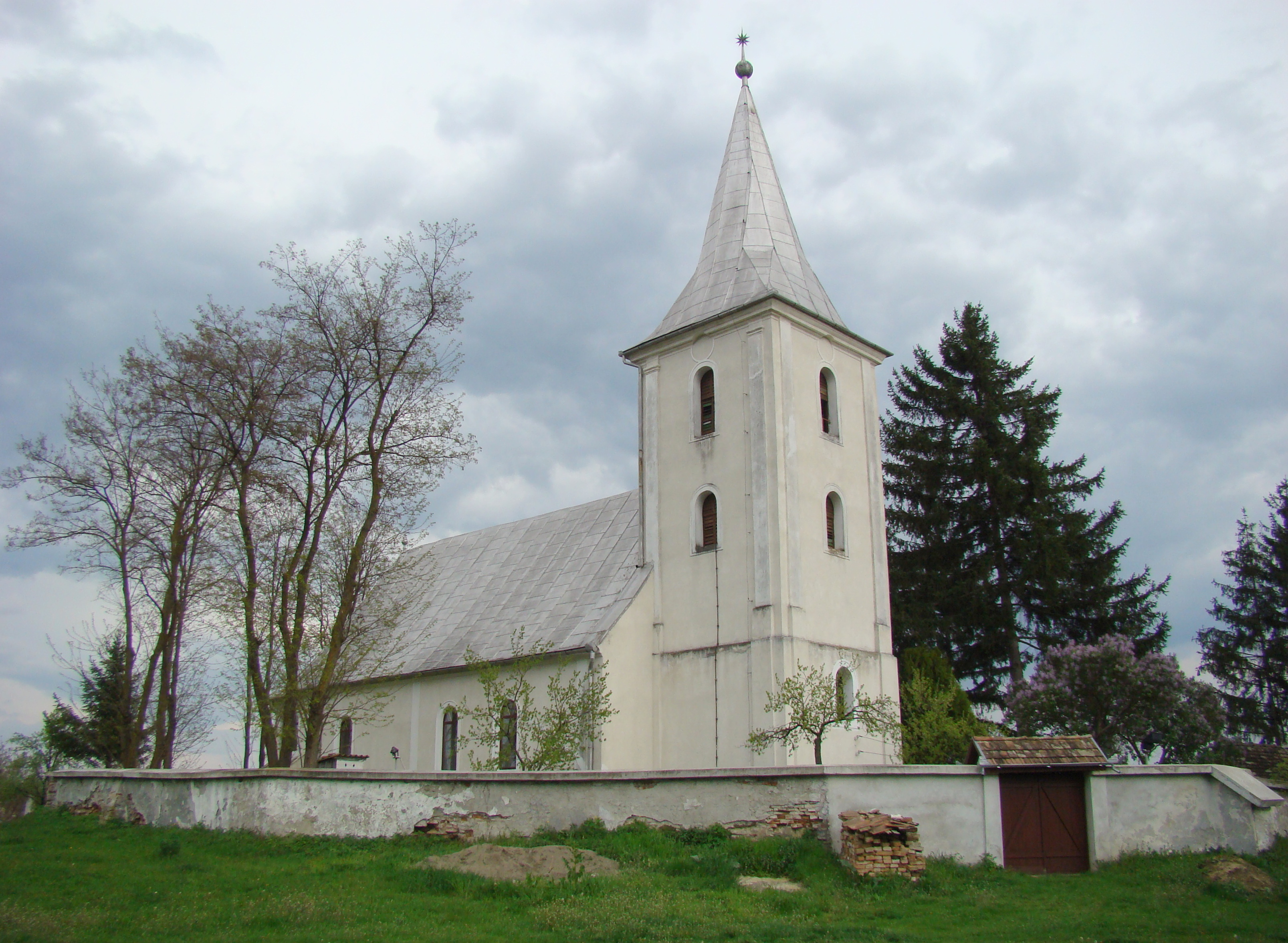
Biserica reformată din Crăiești (aprilie 2014)

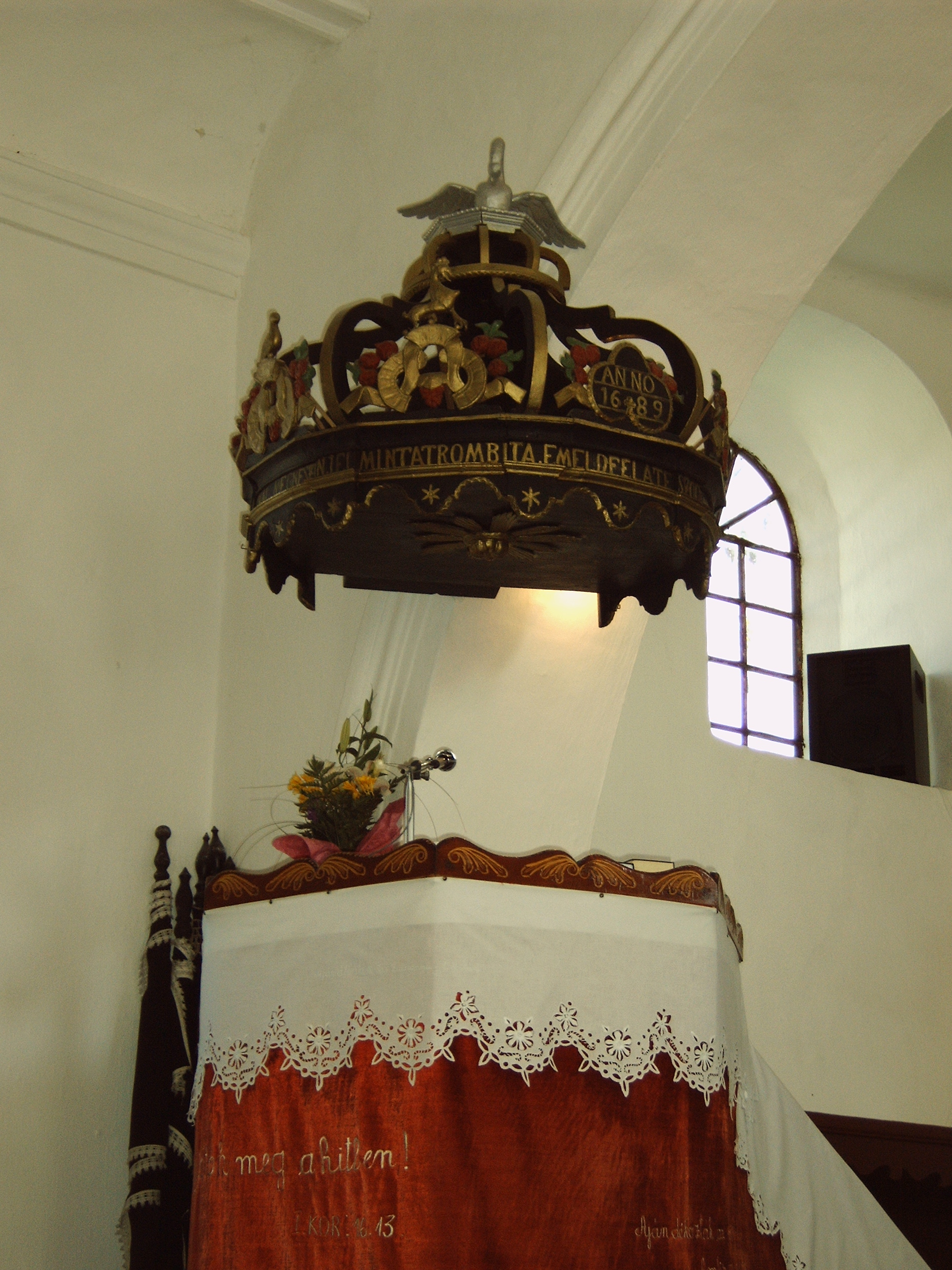
Amvonul

Biserica reformată din Crăiești este un lăcaș de cult aflat pe teritoriul satului Crăiești, comuna Adămuș, județul Mureș. Datează din secolul al XVIII-lea.

## Localitatea
Crăiești (în maghiară Magyarkirályfalva) este un sat în comuna Adămuș din județul Mureș, Transilvania, România. A fost menționat pentru prima oară în anul 1332, cu denumirea villa Regis, iar în 1348 ca și Kyrálfolwa.

## Biserica
Localitatea apare în documente din 1332, când preotul Pál plătește o dijmă papală de 40 denari. Biserica era mai veche de 1332, deoarece așezarea a fost numită după biserica închinată Sfântului Ștefan. Credincioșii catolici din perioada medievală au devenit în majoritate calvini în timpul Reformei, împreună cu biserica.
Nu se cunoaște momentul exact al dispariției bisericii medievale, dar actuala biserică, reformată, a fost construită la sfârșitul secolului al XVIII-lea, anul terminării lucrărilor fiind 1796.

## Imagini

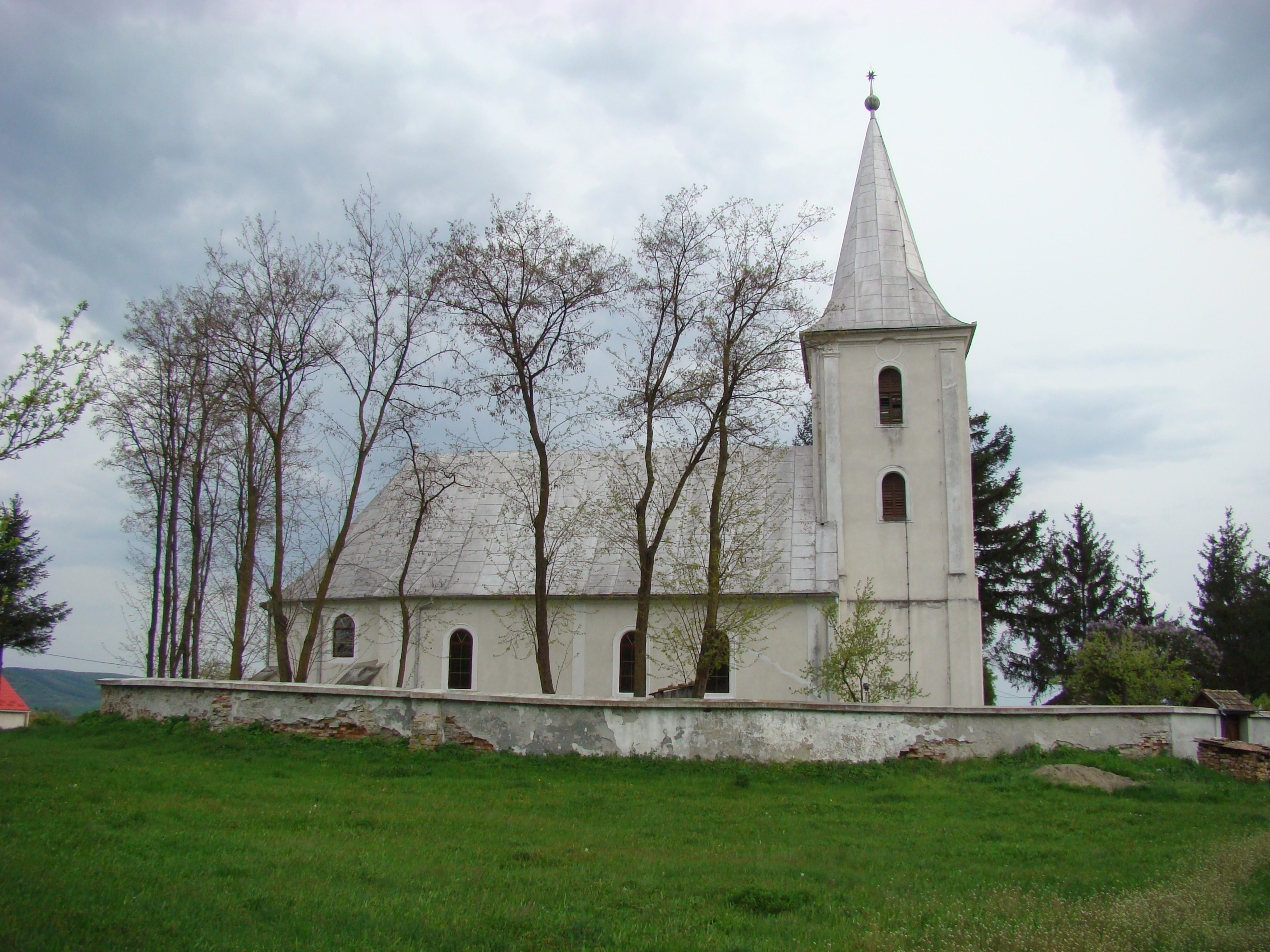
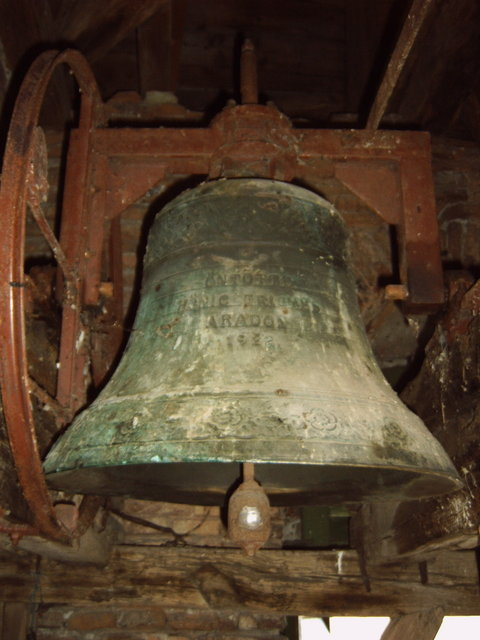
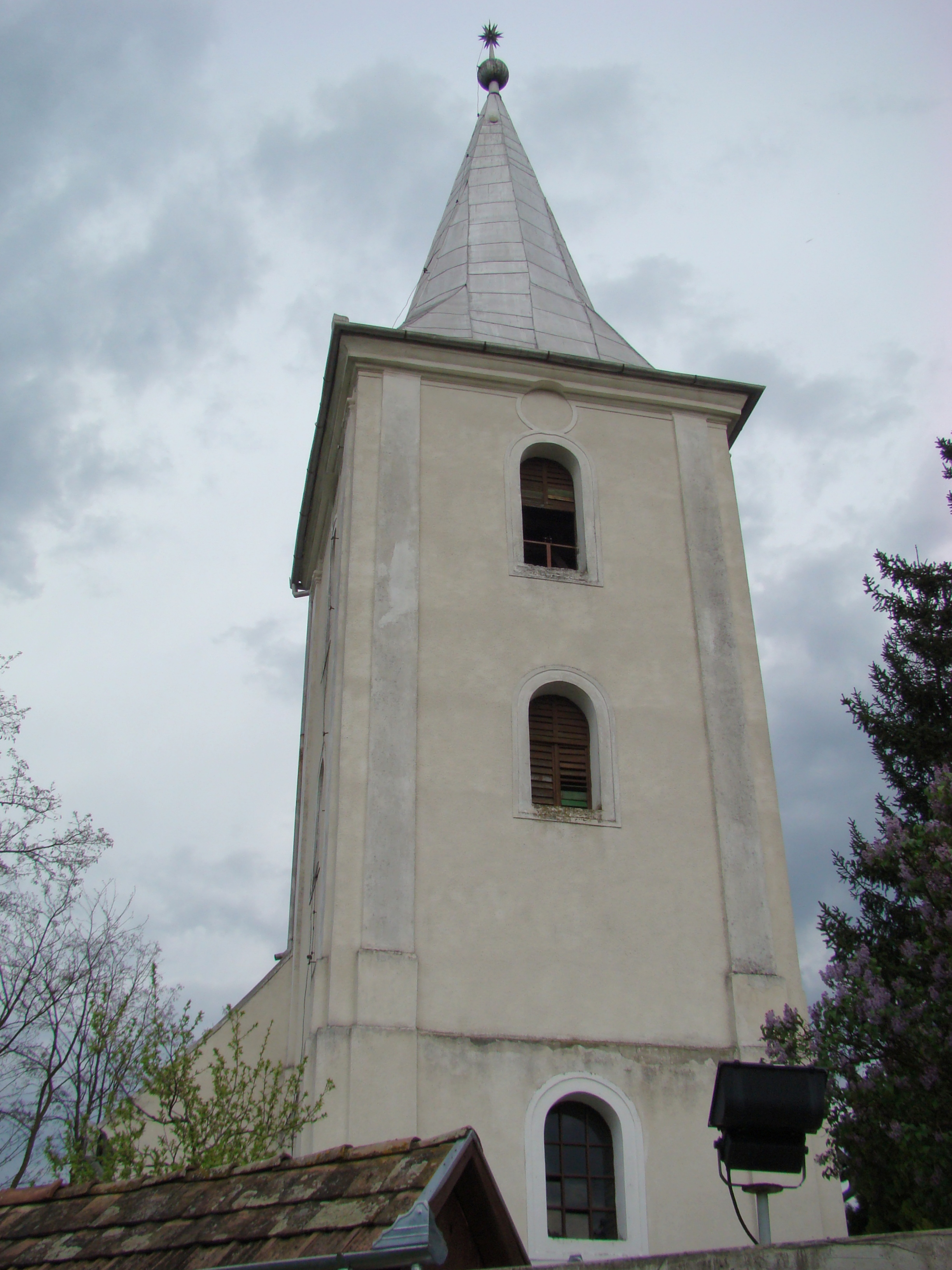
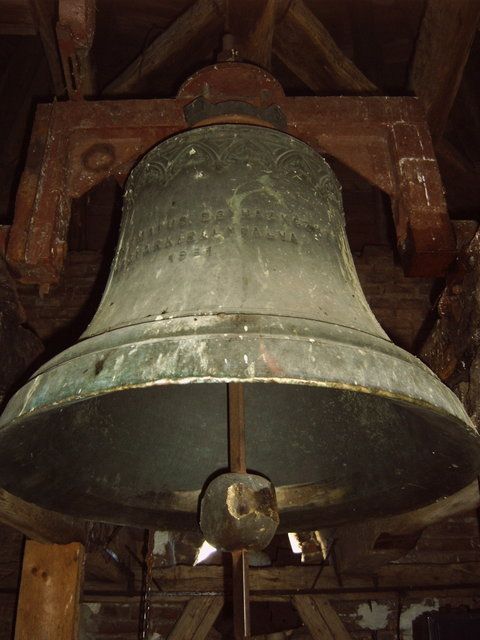
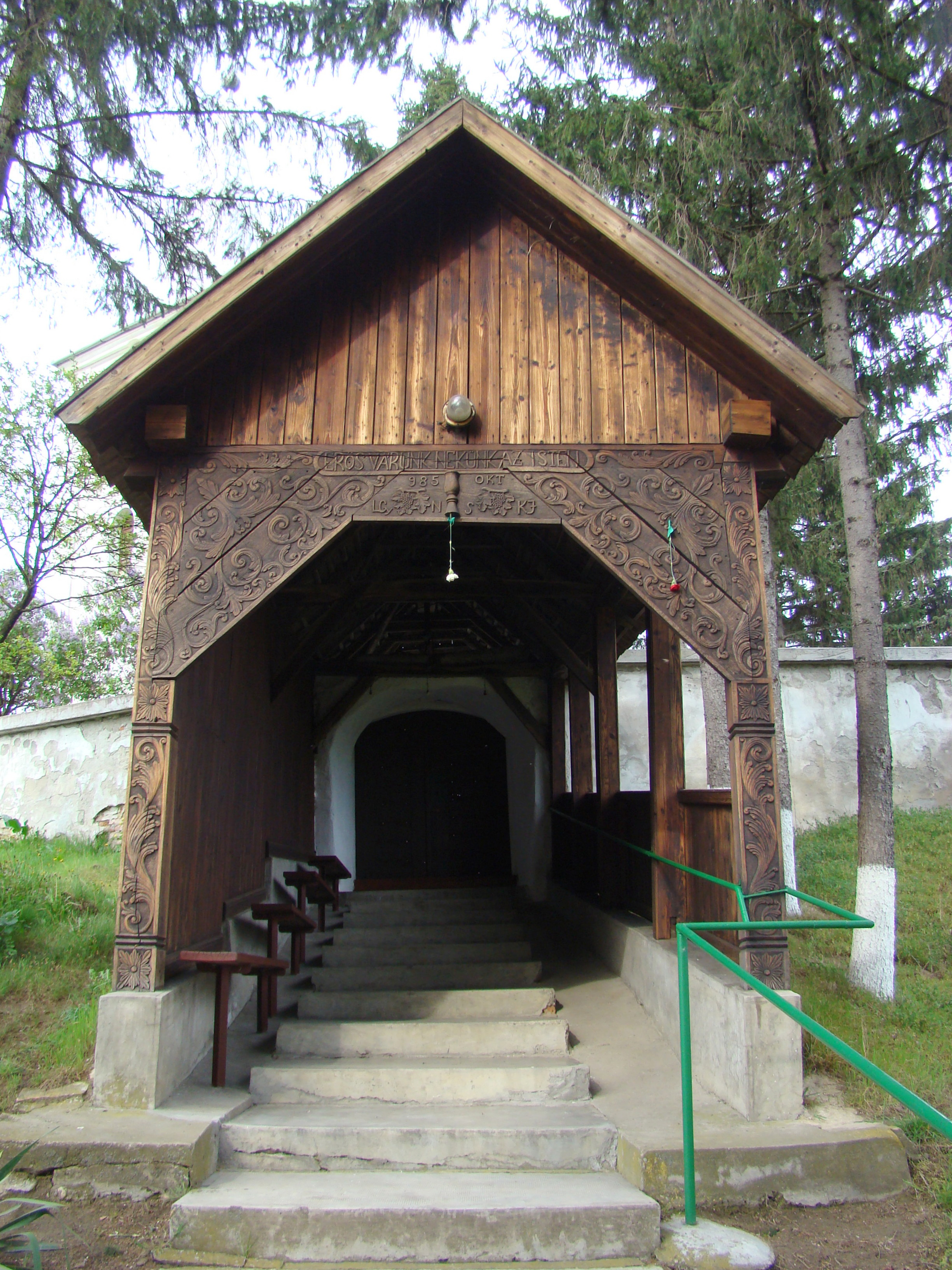
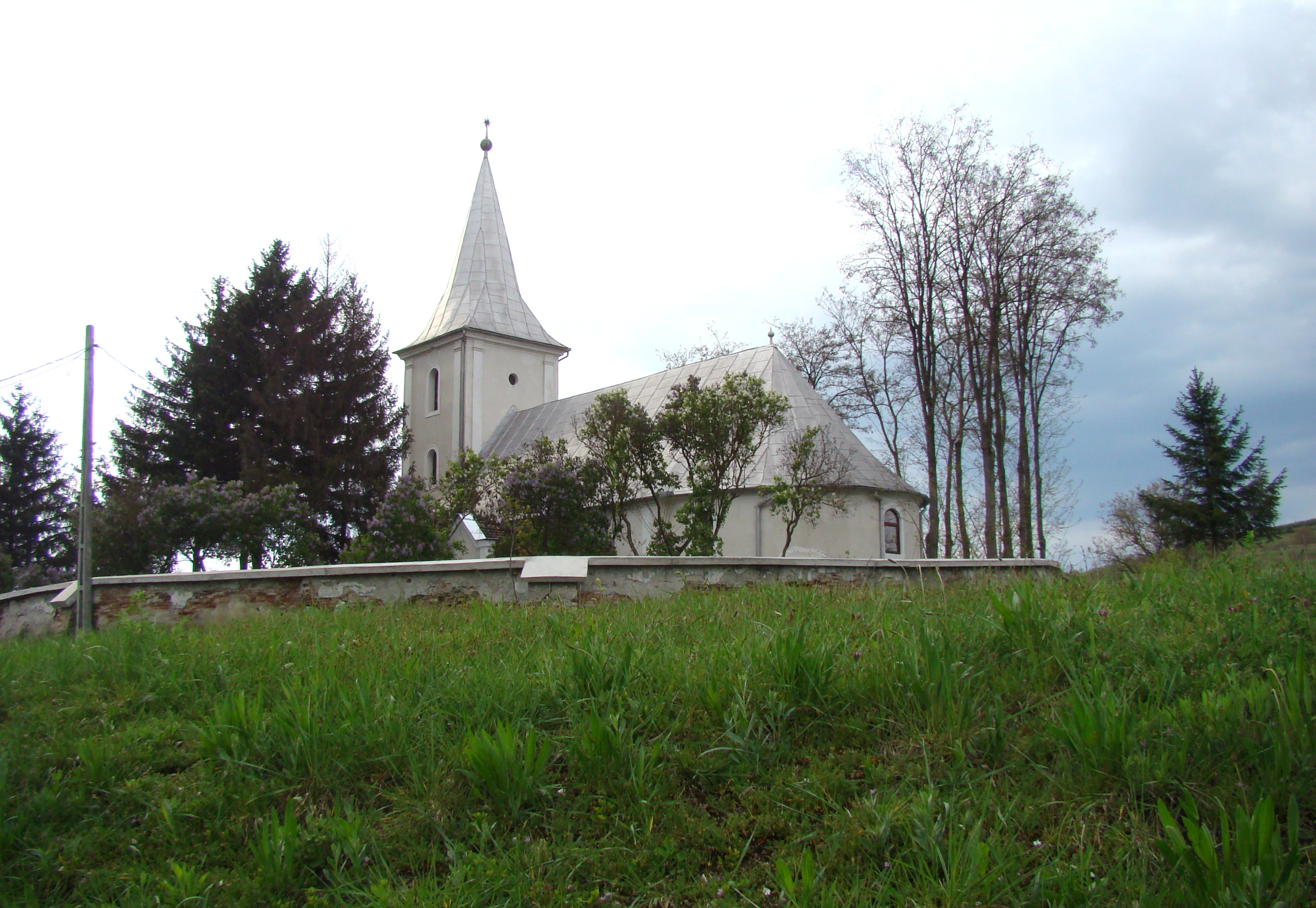
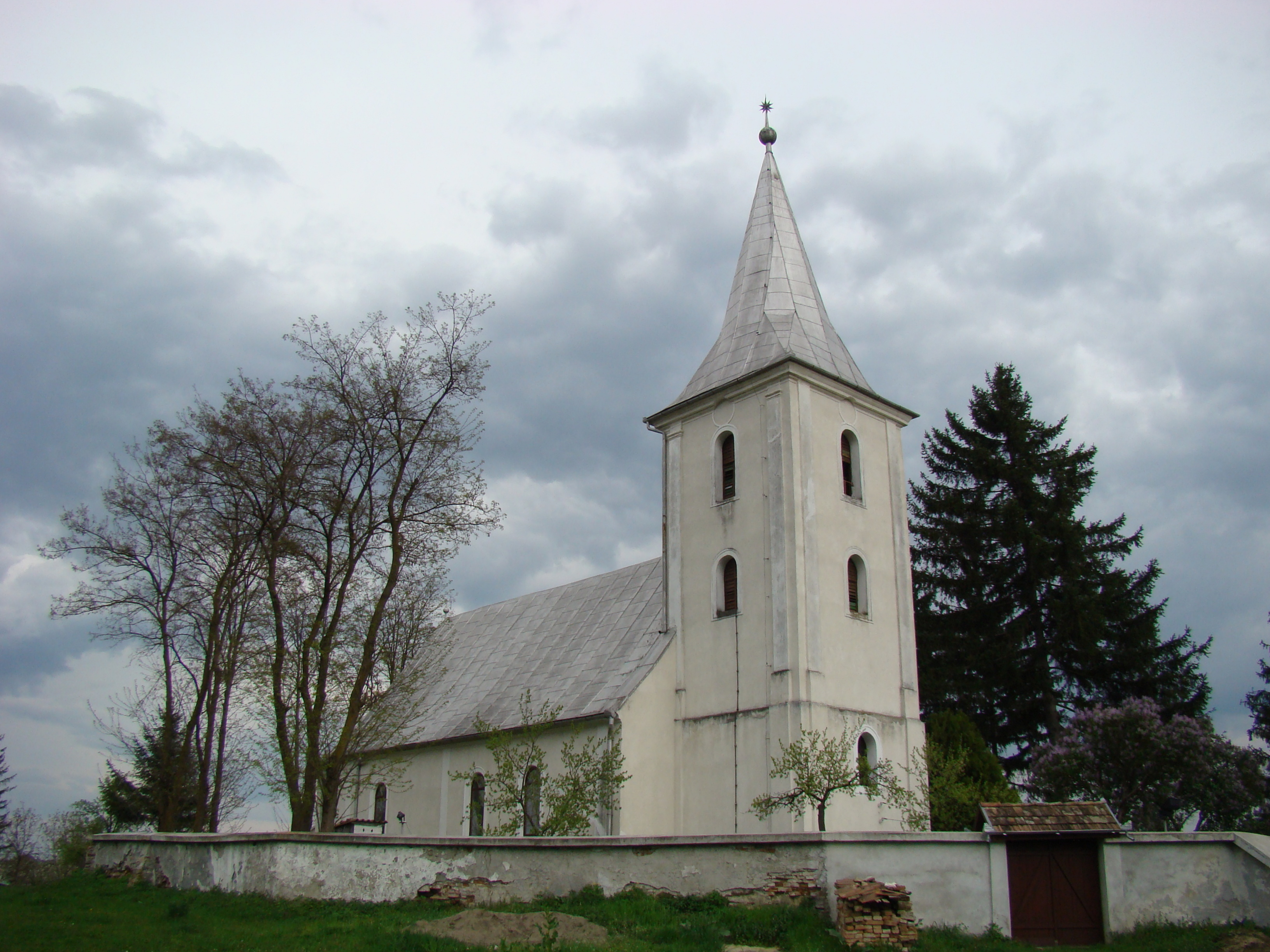
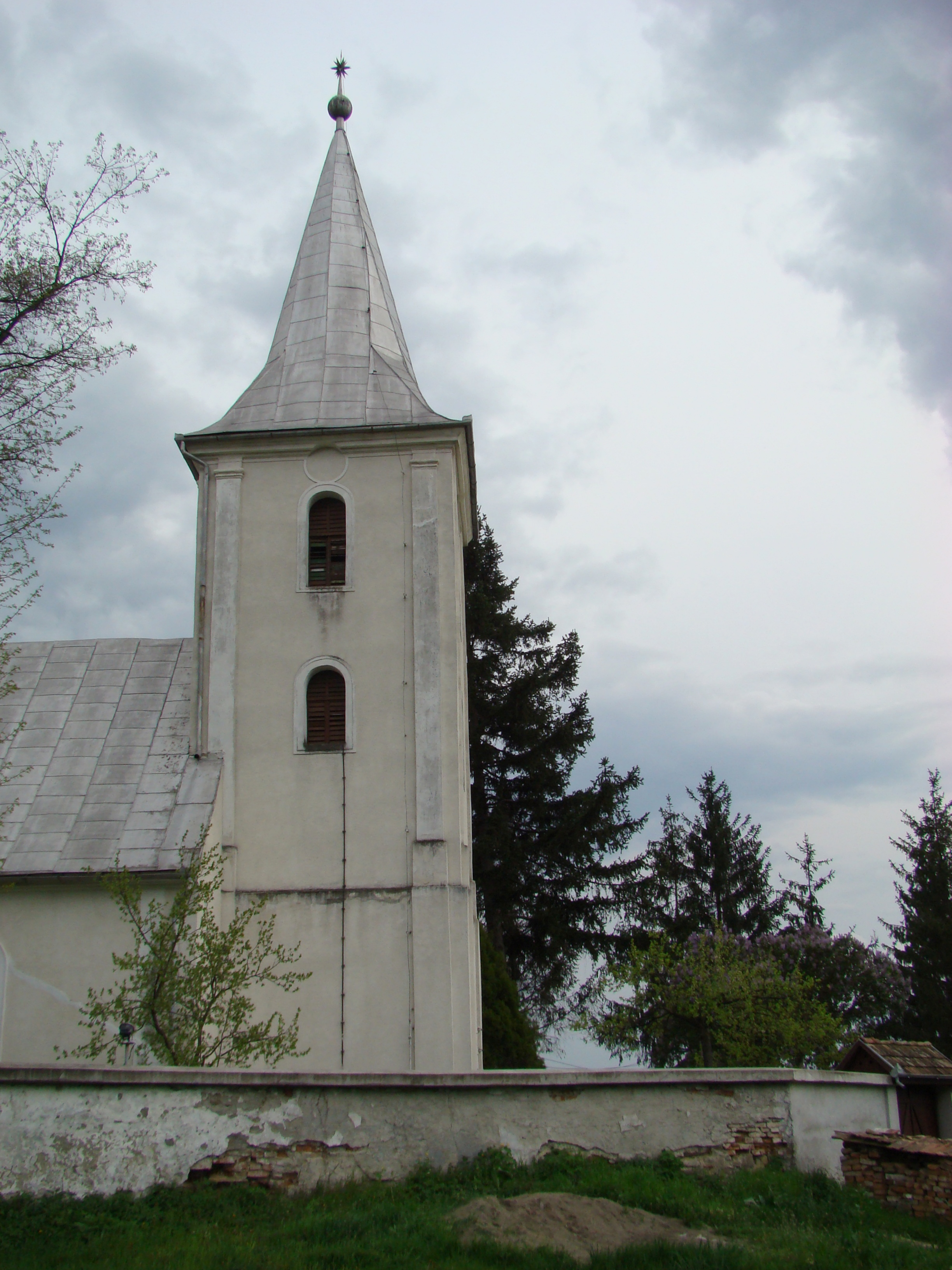
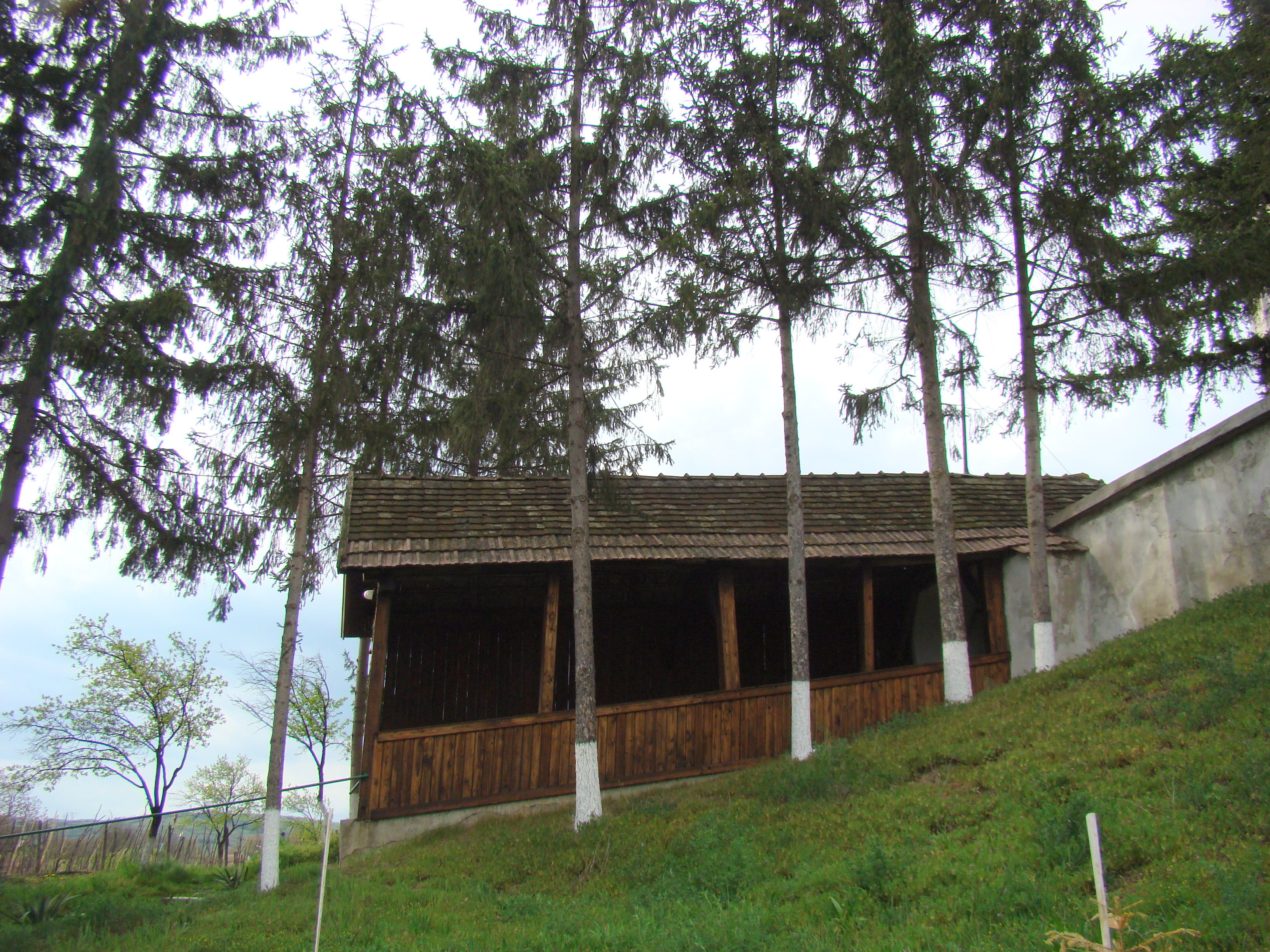
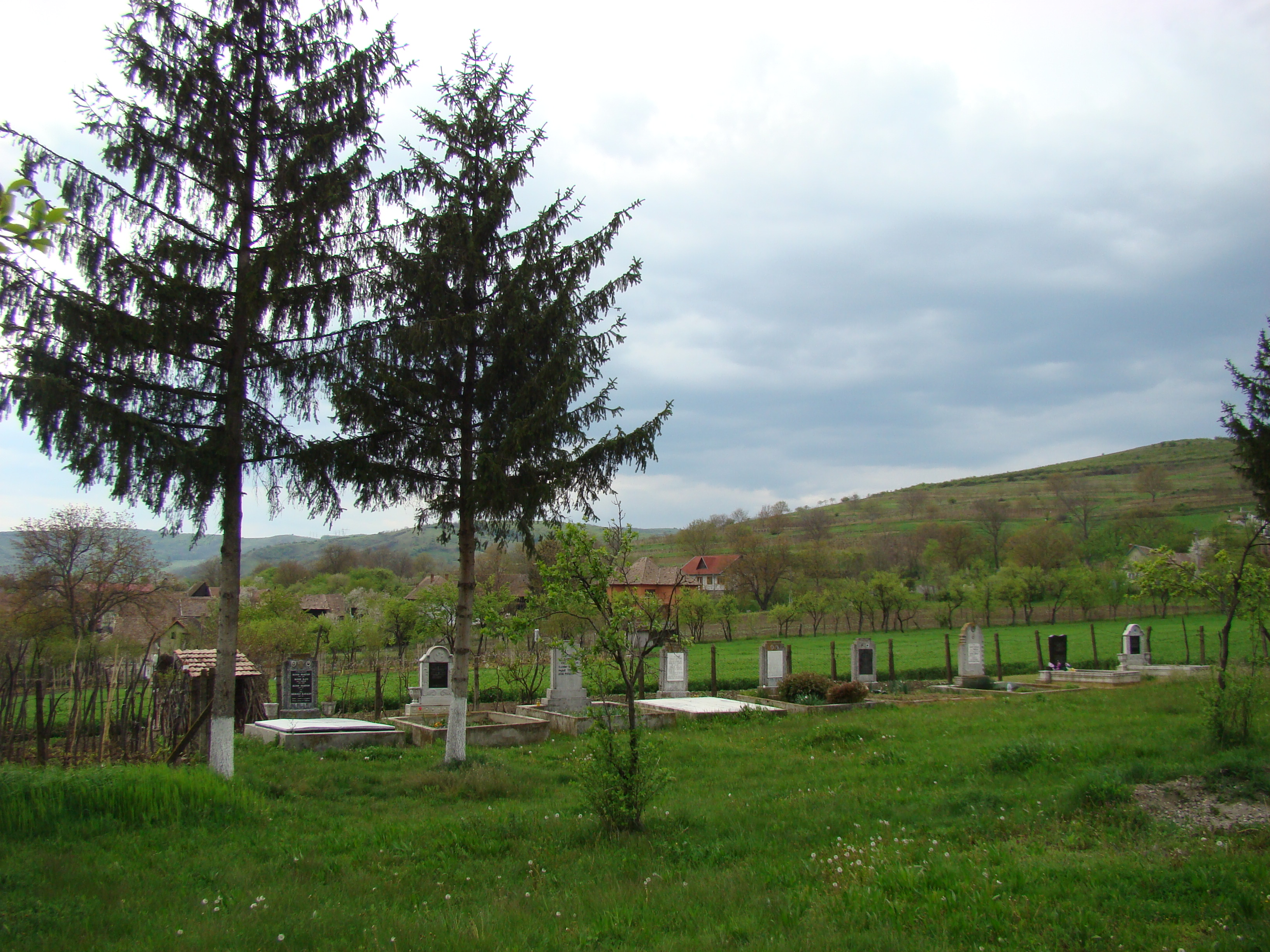
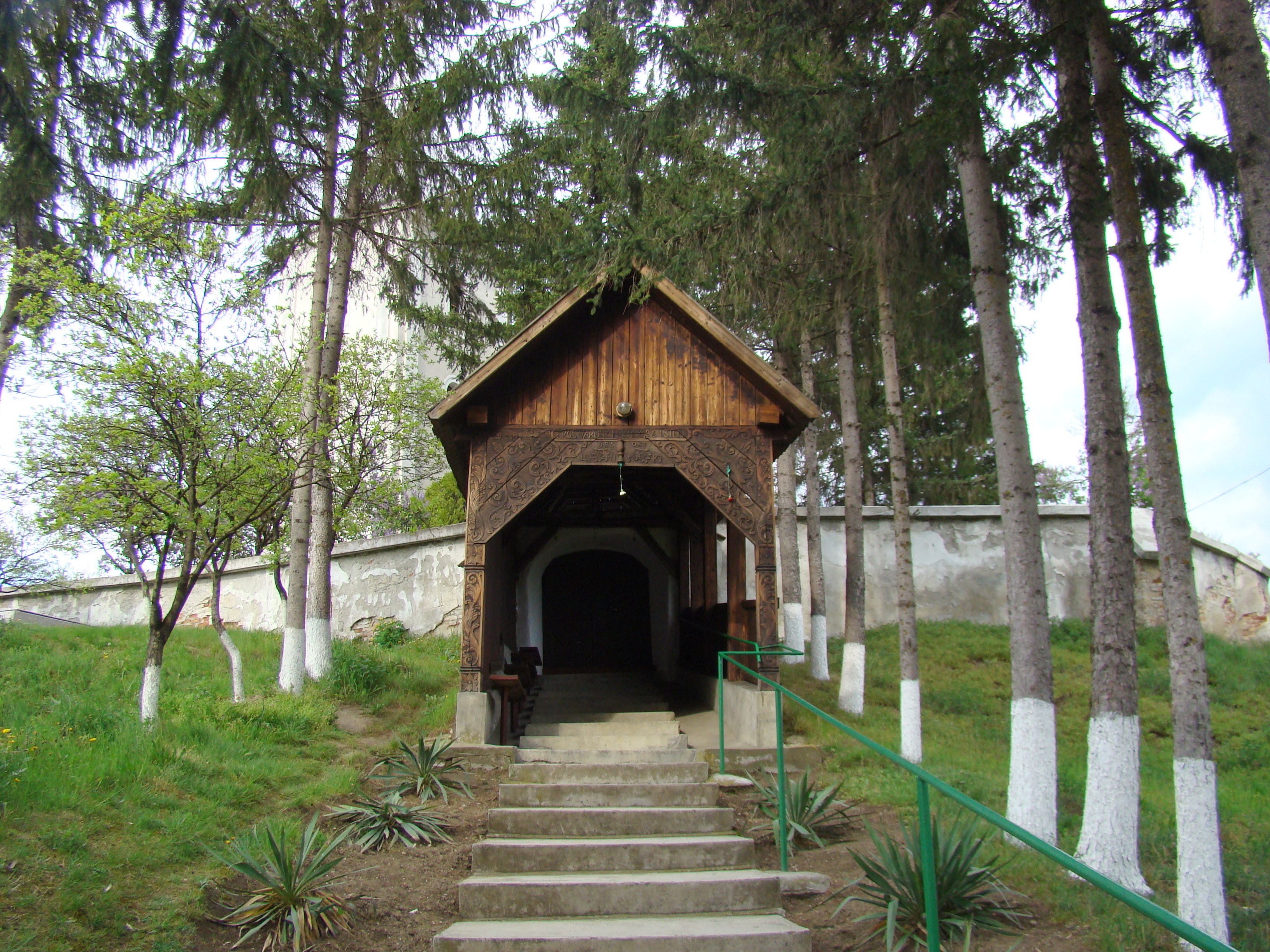
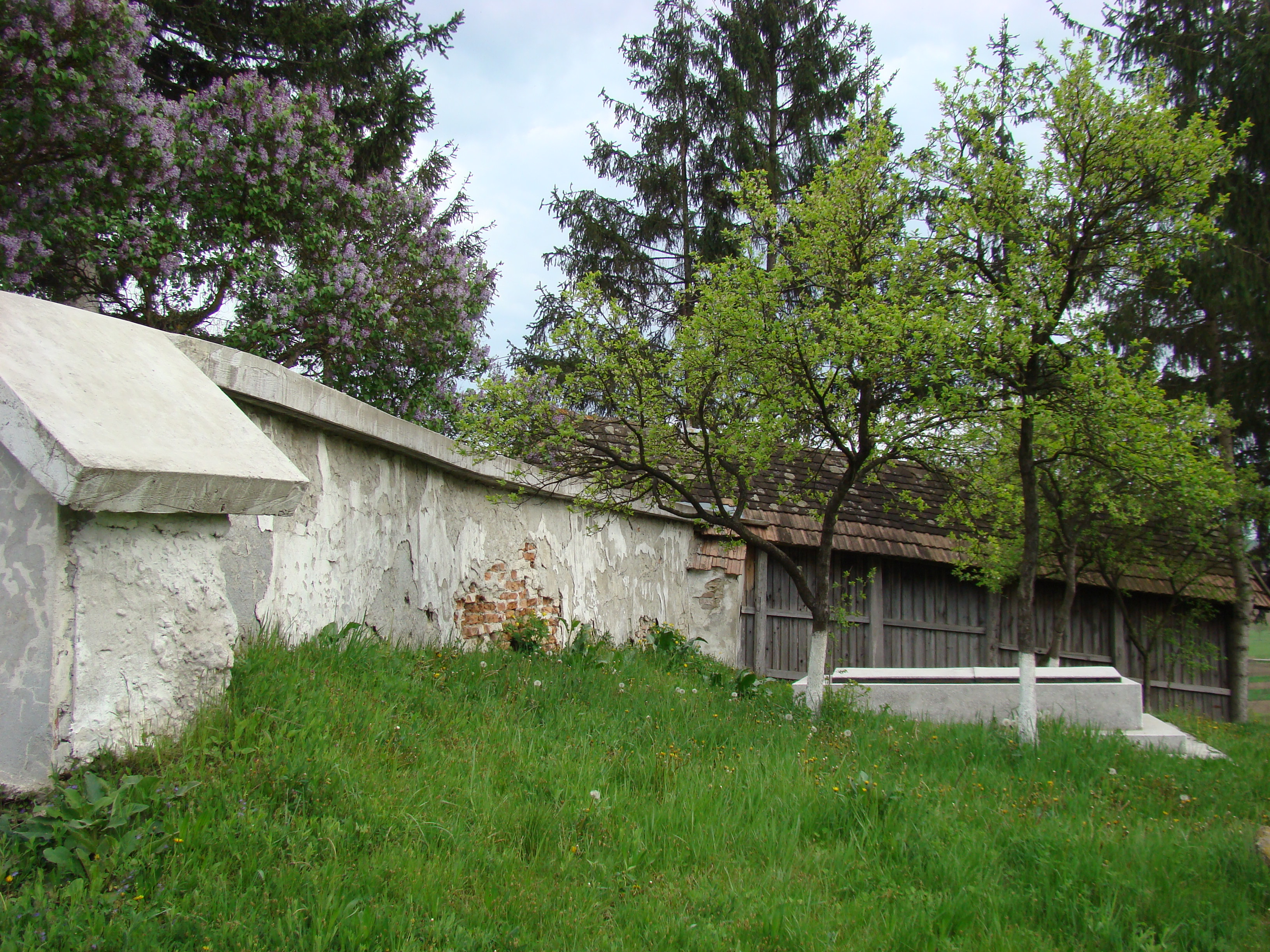
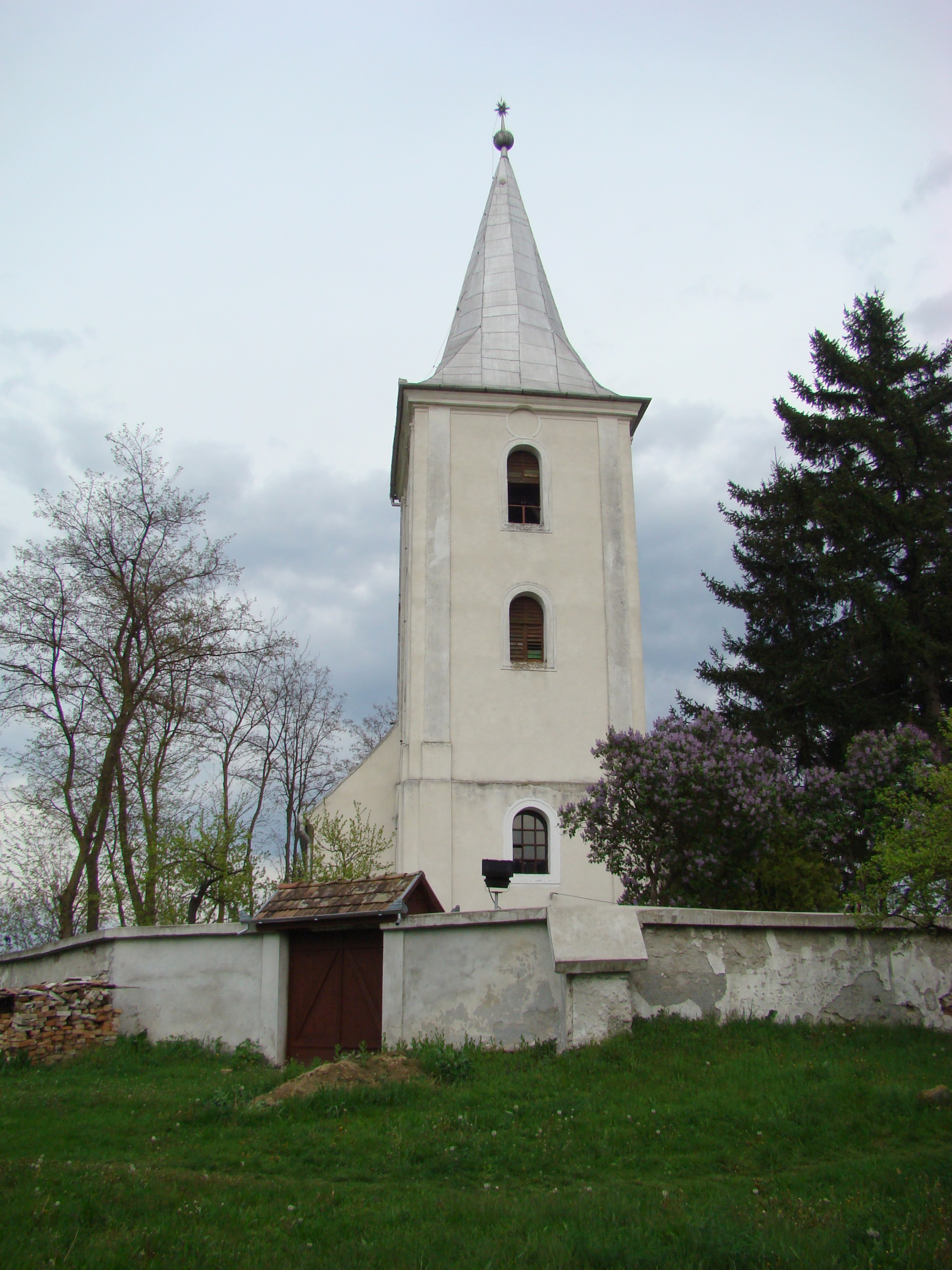
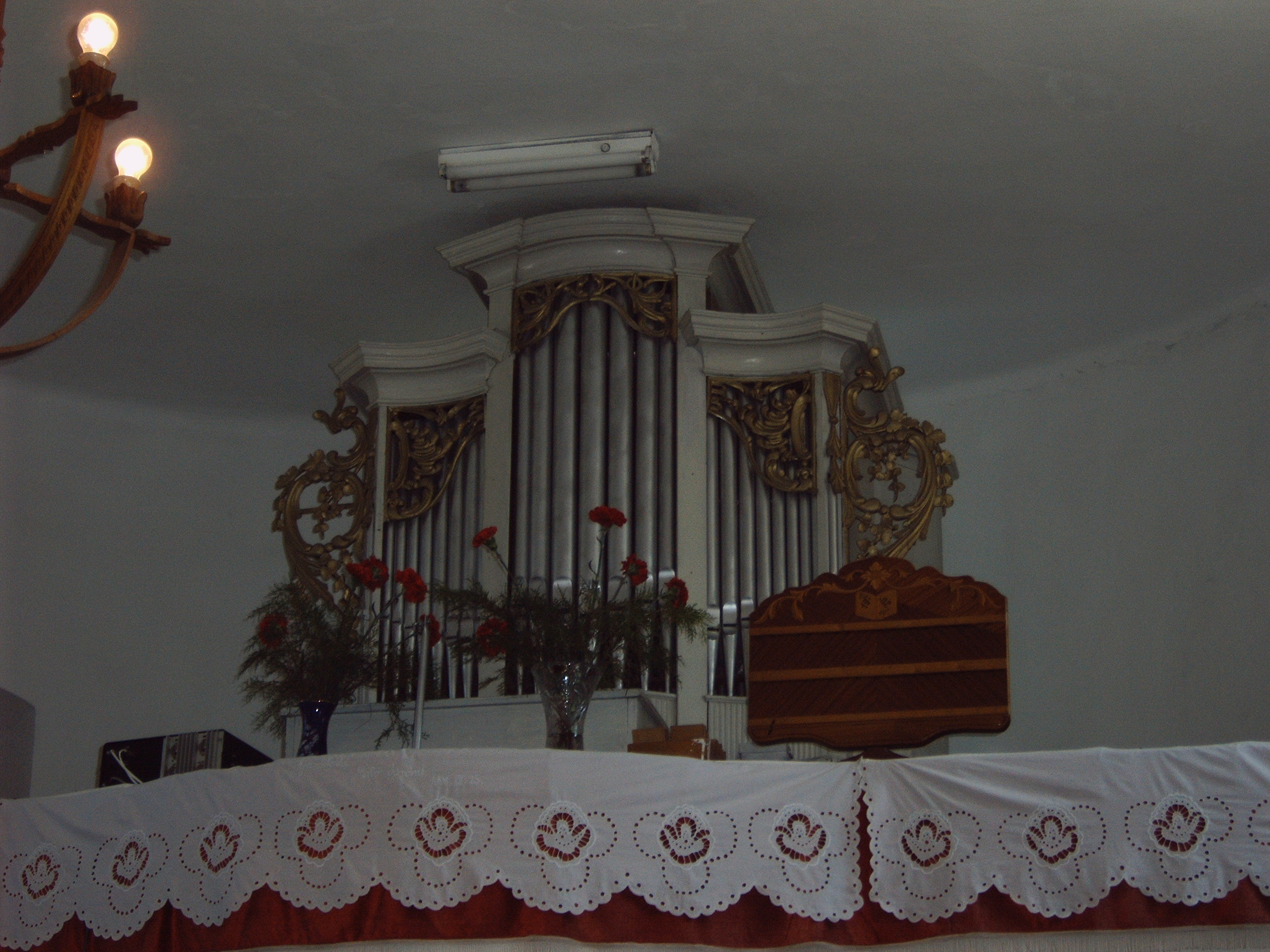
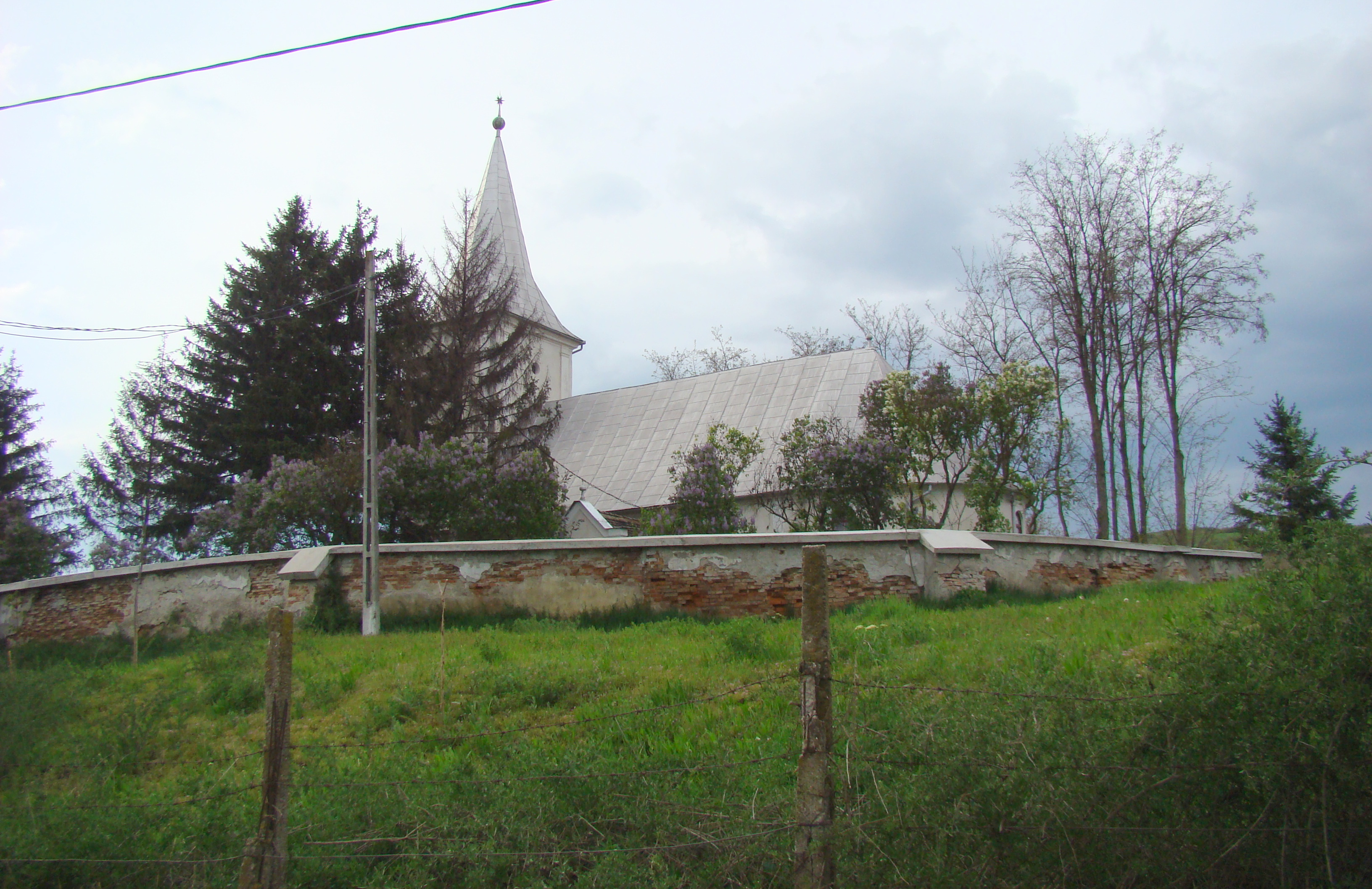

## Vezi și
- Crăiești (Adămuș), Mureș